# 阿拉斯加级大型巡洋舰
阿拉斯加级大型巡洋舰（Alaska-Class Large Cruisers）设计计划可以追述到1930年代，当时美国海军获得情报，日本海军正计划建造类似德国海军德国级装甲舰的“超级巡洋舰”，但實為美軍情報錯誤，將翔鶴號航空母艦的艦艇名稱錯誤的以漢字訓讀解讀成「カケヅル」，情報回傳至美國後又因為拼寫錯誤成了「カデクル」，這種既不像戰艦使用的令制國名、又不像航空母艦使用的瑞獸名，且無法寫成漢字的詞語，最後被美軍逕自解讀為戰艦名稱，而為因應該情報，1938年美国海军仍然决定设计一种较强火力的巡洋舰，专门用于猎杀敌方的重巡洋舰。设计方案经过数次变更。1941年阿拉斯加级预算获得批准。设计标准按照重巡洋舰制定，船体水线长/宽比较大，安装12英寸口径主炮，加强了防御装甲。1941年12月开工建造，舰名以当时美国管辖的美属海外领地命名。原计划建造6艘，前2艘于1944年建成服役，三号舰夏威夷号下水后停建（完工程度80％），后三艘菲律宾号、波多黎各号、萨摩亚号建造计划被取消。

## 同級艦隻
- 阿拉斯加号（英语：USS Alaska (CB-1)）（USS Alaska CB-1）：1944年6月17日服役，1947年2月17日除役
- 关岛号（英语：USS Guam (CB-2)）（USS Guam CB-2）：1944年9月17日服役，1947年2月17日除役
- 夏威夷号（英语：USS Hawaii (CB-3)）（USS Hawaii CB-3）：從未完工。雖然曾有改裝為飛彈巡洋艦或指揮艦的計畫，但從未實現，最後在未完成的狀態下解體拆除。
- 菲律賓號（USS Philippines CB-4）
- 波多黎各號（USS Puerto Rico CB-5）
- 薩摩亞號（USS Samoa CB-6）

## 任務與規格

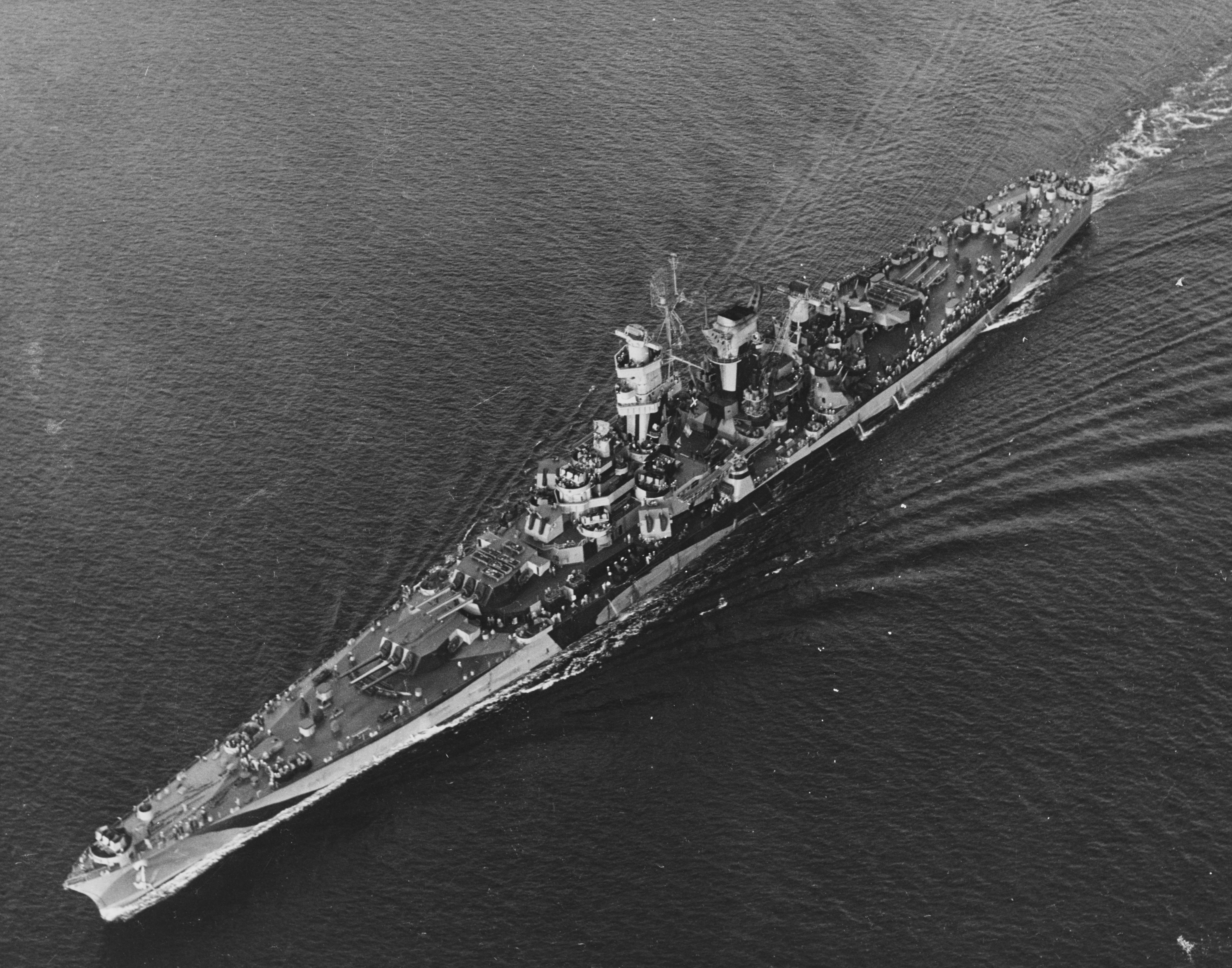
關島號巡洋艦

阿拉斯加级在太平洋战争中主要充当巡洋舰分舰队的旗舰，伴随舰队航空母舰作战。曾经参加炮击舰队炮轰过日本本土。战争结束后，在大幅削减军费的冲击下，阿拉斯加级相继在1940年代末退役拆毁。
阿拉斯加级美国海军称为“大型巡洋舰”（large cruiser）。其设计介于新型战列舰与条约型重巡洋舰之间，最初的思路是专门用于对付敌方重巡洋舰，比较近似于以前的战列巡洋舰。但是在船型、武备和防御装甲以及运用思想方面不尽相同。阿拉斯加级的造价比美国海军的巴尔的摩级重巡洋舰高出近一倍，相当于愛荷華级战列舰造价的70％。有限的用途，昂贵的耗费决定了阿拉斯加级战后的命运，注定是一种特定条件下带有很强实验性色彩的军舰。

## 外部連結
- 阿拉斯加級大型巡洋艦 （页面存档备份，存于）（掃圖自美國海軍船隻辨識手冊（U.S. Office of Naval Intelligence recognition manual ONI 200），1950年7月1日版）（英文）